# Torneo de Newport 2010
El Torneo de Newport es un evento de tenis que se disputa en Newport, Estados Unidos,  se juega entre el 5 y 11 de julio de 2010.

## Campeones
- Individuales masculinos:  Mardy Fish derrota a   Olivier Rochus por 5–7, 6–3, 6–4

- Dobles masculinos:  Carsten Ball /  Chris Guccione derrotan a  Santiago González /  Travis Rettenmaier  por 6–3, 6–4